# Центар (Бања Лука)
Центар I и Центар II су мјесне заједнице у Бањој Луци, Република Српска, Босна и Херцеговина.

## Институције
У Центру се налазе институције Републике Српске, од којих су најважније зграда Владе Републике Српске, Палата Републике, Бански двор, Народна скупштина Републике Српске, и многе друге институције. У Центру се налази и Градска палата, у којој је смјештен административни центар града Бања Лука.

## Култура и образовање
Центар представља културно средиште града Бања Лука. Поред сједишта институција Републике Српске, овде се налазе и културне институције Републике Српске. У Центру се налази Музеј Републике Српске, Музеј савремене умјетности Републике Српске, затим централни Саборни храм Христа Спаситеља.

## Становништво
Према попису становништва из 1991. године, у мјесној заједници Центар I је живјело 8.853 становника, а у Центру II 6.974.
| Националност       | 1991.          |
| Срби               | 4.309 (48,67%) |
| Југословени        | 1.825 (20,61%) |
| Муслимани          | 1.313 (14,83%) |
| Хрвати             | 848 (9,58%)    |
| остали и непознато | 558 (6,30%)    |
| Укупно             | 8.853          |

| Националност       | 1991. |
| Срби               | 3.170 |
| Југословени        | 1.463 |
| Муслимани          | 1.179 |
| Хрвати             | 808   |
| остали и непознато | 354   |
| Укупно             | 6.974 |

## Галерија
- Робна кућа "Боска"
- Трг Крајине, централни градски трг
- Трг Крајине ноћу
- Први чиновнички павиљон, изграђен око 1920. у доба Врбаске бановине
- Градска управа града Бања Лука
- Градска палата у Бањој Луци ноћу
- Културни центар "Бански двор"
- Улица Бана др Тодора Лазаревића испред Банског двора
- Палата Републике
- Палата Републике ноћу
- Кућа Милановића, нови културни центар у граду
- Кућа Милановића ноћу
- Музеј савремене умјетности Републике Српске
- Дио главног градског шеталишта, познат као "Паркић"
- Парк књиге
- Споменик Кулину бану
- Парк ослобођења, посвећен жртвама Велеиздајничког процеса
- Споменик жртвама Велеиздајничког процеса
- Споменик палим борцима у НОБ-у
- Зграда Уставног суда Републике Српске
- Економска школа
- Парк ћирилице, познат као Купусиште